# 須賀貴匡
須賀 貴匡（すが たかまさ、1977年〈昭和52年〉10月19日 - ）は、日本の俳優。東京都江戸川区出身。ビリーフアイレス、バーニングプロダクション、ラ・セッテを経て、2019年12月よりフリー。

## 来歴
小学4年生の時に劇団四季の舞台『人間になりたがった猫』を観て感動する。すぐに役者を目指したということではなかったが、心を揺さぶられたという。中学時代はバレーボール部に入部。準レギュラーであり、高校時代まで所属した。
高校卒業後は様々なアルバイトをしながら俳優養成所に通っていた。当時は父親から「実家の寿司屋を継がないなら出て行け」と言われ、家を追い出されていた。1999年、舞台『元禄仇討ち裏事情～それぞれの忠臣蔵～』にて俳優デビュー。
2002年、平成仮面ライダーシリーズ『仮面ライダー龍騎』では、主人公の城戸真司 / 仮面ライダー龍騎役を演じ、テレビドラマ初主演を果たした。同年公開の映画『劇場版 仮面ライダー龍騎 EPISODE FINAL』で映画初主演。その後もドラマや、舞台など幅広いジャンルで活躍している。
長らく仮面ライダーシリーズの出演はなかったが、2018年に『平成仮面ライダー20作記念 仮面ライダー平成ジェネレーションズ FOREVER』で15年ぶりに仮面ライダー龍騎の声を担当。2019年に『仮面ライダージオウ』で再び城戸真司役でゲスト出演し、スピンオフ『RIDER TIME 仮面ライダー龍騎』で主演を務めた。

## 人物
趣味は歌舞伎鑑賞、日本舞踊、ビリヤード。特技はギター、スノーブレード、バレーボール、ゴルフ、柔道。津田寛治とは仲が良く、ドラマや映画で共演することが多い。他には、弓削智久、元La'cryma ChristiのTAKAなどがいる。
『龍騎』の撮影で一番大変だったのは、第3話の小学校のシーンであり、撮影に入る前に靴ひもが切れてしまい、10テイクほど回してしまったことがあった。第4話のラストで、真司はアントニオ猪木の顔ものまねをしているが、これは須賀自身がとっさに思いついてやったことだという。

## 出演

### テレビドラマ
- 恋の神様 第1話（2000年1月14日、TBS） - JUNON BOYコンテスト出場者 役
- 仮面ライダーシリーズ（テレビ朝日）
  - 仮面ライダー龍騎（2002年2月3日 - 2003年1月19日） - 主演・城戸真司 役[10]
    - 仮面ライダー龍騎スペシャル 13RIDERS（2002年9月19日） - 主演・城戸真司 / 仮面ライダー龍騎 役

  - 仮面ライダージオウ EP21・EP22（2019年2月3日・10日） - 城戸真司 / 裏真司 / アナザーリュウガ 役（友情出演）[11]
- 恋は戦い! 第5話・第6話（2003年2月6日・13日、テレビ朝日） - 高木 役
- ダイヤモンドガール（2003年4月9日 - 6月25日、フジテレビ） - 矢島直人 役
- すいか 第9話（2003年9月13日、日本テレビ） - 刑事 役
- 帰ってきたロッカーのハナコさん（2003年10月6日 - 11月6日、NHK総合） - 二光慎也 役
- スカイハイ2 第五死（2004年2月13日、テレビ朝日） - 合田竜也 役
- 彼女が死んじゃった。 第7話（2004年2月28日、日本テレビ） - 群馬 役
- ファンタズマ〜呪いの館〜 EPISODE6（2004年9月27日、テレビ東京） - 鑑識員・津山 役
- 怪奇大家族 第5怪・第10怪 - 最終怪（2004年11月1日・12月6日 - 27日、テレビ東京） - B 役
- 時空警察（日本テレビ）
  - PART4（2004年9月29日） - 花山天皇 役
  - PART5（2005年1月5日） - 天草四郎 役
- Sh15uya Face.01（2005年1月11日、テレビ朝日） - 宣教師風 役
- スパイ道「坂口拓のスパイ」（2005年4月28日、BS-i） - 黒スーツの男 役
- 夜王〜YAOH〜（2006年1月13日 - 3月24日、TBS） - 蓮 役
- 翼の折れた天使たち 第四夜「スロット」（2006年3月2日、フジテレビ） - 田崎健二 役
- 弁護士のくず 第7話（2006年5月25日、TBS） - 徳大寺貴 役
- 誰よりもママを愛す 第1話（2006年7月2日、TBS） - 嘉門雪の元カレ 役
- だめんず・うぉ〜か〜 第5話（2006年11月16日、テレビ朝日） - ケント 役
- 熟年結婚～妻への詫び状～（2006年11月22日、テレビ東京） - 水野雅之 役
- 砂時計 第48回 - 第54回（2007年5月16日 - 24日、TBS） - 佐倉圭一郎 役
- ドリーム☆アゲイン（2007年10月13日 - 12月15日、日本テレビ） - 菱沼司 役
- 世にも奇妙な物語～2008秋の特別編～「死後婚」（2008年9月23日、フジテレビ） - 鈴原霧斗 役
- 風のガーデン 第1話・第2話（2008年10月9日・16日、フジテレビ） - 立花 役
- ジャッジII 〜島の裁判官奮闘記〜 第4話（2008年11月15日、NHK総合） - 六条貴章 役
- アイシテル〜海容〜 第5話（2009年5月13日、日本テレビ） - 梅野 役
- 大河ドラマ（NHK）
  - 天地人 第24回 - 第38回（2009年6月14日 - 9月20日） - 宇喜多秀家 役
  - 八重の桜 第8回 - 第12回（2013年2月24日 - 3月24日） - 久坂玄瑞 役
  - 軍師官兵衛 第28回（2014年7月13日） - 辰蔵 役
  - 花燃ゆ 第37回・第38回（2015年9月13日・20日） - 村上恒久 役
  - 麒麟がくる 第38回 - 最終回（2020年12月27日 - 2021年2月7日） - 斎藤利三 役[12][13]
- パチスロバカップル（2010年2月12日 - 25日、スカイパーフェクTV!） - 武藤修二・ムッチー 役
- ミッドナイト☆ドラマ SOIL ソイル（2010年3月、WOWOW）
- 連続テレビ小説（NHK）
  - ゲゲゲの女房 第85話 - 第95話・第110話（2010年7月5日 - 16日・8月3日） - 編集者・梶谷 役
  - カーネーション 第1話 - 第65話（2011年10月3日 - 12月16日） - 安岡泰蔵 役[14]
  - おむすび 第92回 - 第94回（2025年2月11日 - 13日） - 白木淳一郎  役[15]
- BOSS 2ndシーズン 第4話（2011年5月12日、フジテレビ） - 織田 役
- ドン★キホーテ 第5話（2011年8月6日、日本テレビ） - キャバクラ店長 役
- ハンチョウ〜警視庁安積班〜 第4話（2012年4月30日、TBS） - 兵藤浩次 役
- 私立バカレア高校 第8話（2012年6月3日、日本テレビ） - Teen sweetの記者 役
- 警視庁捜査一課9係 第7シリーズ 第1話（2012年7月4日、テレビ朝日） - 坂東卓 役
- 天使はモップを持って（2013年5月4日 - 25日、NHK BSプレミアム） - 松岡聡 役
- 警部補 矢部謙三2 第5話・最終話（2013年8月9日・30日、テレビ朝日） - 悠木真 役
- 京都地検の女 第9シリーズ 第4話（2013年8月15日、テレビ朝日） - 三浦直太郎 役
- おみやさん新春スペシャル（2014年1月3日、テレビ朝日） - 乾保孝 役
- ドラマスペシャル SP 警視庁警護課4（2014年5月4日、テレビ朝日） - 細川直人 役
- 土曜ワイド劇場 警視庁・捜査一課長〜ヒラから成り上がった最強の刑事!3（2014年7月26日、テレビ朝日） - 篠崎善信 役
- 金田一少年の事件簿N（neo） File No.8・File No.9（2014年9月13日・20日、日本テレビ） - 佐久羅京 役
- 科捜研の女 第14シリーズ 第3話（2014年10月30日、テレビ朝日） - 田宮慶介 役
- 女はそれを許さない 第8話（2014年12月9日、TBS） - 白木陽三 役
- 花嫁のれん 第4シリーズ 第21話 - 最終話（2015年2月2日 - 3月27日、東海テレビ・フジテレビ系列） - 陣内達也 役
- マッサン スピンオフ 前編 すみれの家出～かわいい子には旅をさせよ～（2015年4月25日、NHK BSプレミアム / 12月31日、NHK総合） - 山村真吾 役
- 鉄神ガンライザーNEO2 第11話（2015年11月1日、テレビ岩手） - 日高見岩洞 / ガンライザー父 役
  - 鉄神ガンライザー NEOサーガ（2019年10月20日 - 2020年1月19日）
- 三屋清左衛門残日録 登場篇（2016年2月6日、BSフジ / 9月19日、時代劇専門チャンネル） - 三屋又四郎 役
- 謎解きLIVE [四角館の密室] 殺人事件（2016年1月23日・24日、NHK BSプレミアム） - 安野雅美 役
- 人生のメソッド～明治産業編～（2018年6月9日 - 23日、KBC九州朝日放送） - 主演・明治喜朗 役[16]
- サイレント・ヴォイス 行動心理捜査官・楯岡絵麻 第3話（2018年10月20日、BSテレ東） - 山本高臣 役
- 月曜名作劇場 今野敏サスペンス 警視庁東京湾臨海署〜安積班（2019年2月25日、TBS） - 神山誠二 役
- 刑事7人 SEASON5 第9話（2019年9月11日、テレビ朝日） - 松井章 役
- 弁護士ソドム 第6話（2023年6月9日、テレビ東京） - 牧田昇 役[17]

### ウェブドラマ
- 仮面ライダージオウ スピンオフ PART2 『RIDER TIME 龍騎』（2019年3月31日 - 4月14日、ビデオパス） - 主演・城戸真司 / 仮面ライダー龍騎[10] / 仮面ライダーリュウガ 役

### 映画
- クロエ（2001年6月15日公開、サンセントシネマワークス） - バーテンダー 役
- MIX（2002年6月8日公開、SIDE-B） - 中村大 / つよき 役
- 仮面ライダーシリーズ（東映）
  - 劇場版 仮面ライダー龍騎 EPISODE FINAL（2002年8月8日公開） - 主演・城戸真司 / 仮面ライダー龍騎 / 仮面ライダーリュウガ 役
  - 平成仮面ライダー20作記念 仮面ライダー平成ジェネレーションズ FOREVER（2018年12月22日公開） - 仮面ライダー龍騎の声 役[18]
  - 仮面ライダーギーツ×リバイス MOVIEバトルロワイヤル（2022年12月23日公開） - 城戸真司 / 仮面ライダー龍騎 役[19]
- NOEL ノエル（2003年4月26日公開、ギャガ・コミュニケーションズ / シー・エー プランニング） - 降旗孝 役
- seventh Anniversary（2003年11月22日公開、スープレックス / リベロ） - 堺 役
- Jam Films 2「HOOPS MEN SOUL」（2004年3月27日公開、東芝エンタテインメント） - 主演・ヒロシ 役（すほうれいことダブル主演）
- 娘道成寺 蛇炎の恋（2004年8月28日公開、パンドラ） - 村上秀次 役
- キスとキズ（2004年10月30日公開、フューズ） - ファン 役
- MAIL（2004年7月14日公開、角川映画） - 主演・秋葉零児 役
- 彼ノ蒼タル者ハ天（2005年3月18日上映）
- 電脳刑事まつり「デカ節」（2005年4月2日公開、コムテッグ） - 英真 役
- 純喫茶エルミタージュ（2005年、NETCINEMA.TVにて配信 / 2006年8月4日公開） - 安岡健治 役
- 楳図かずお恐怖劇場 「プレゼント」（2005年7月2日公開、松竹） - 佐藤良介 役
- 魁!! クロマティ高校THE★MOVIE（2005年7月23日公開、メディア・スーツ） - 主演・神山高志 役
- 手鼻三吉と2（トゥワイス）志郎が往く・北の0年（2005年9月22日公開、バイオタイド） - 炭坑夫（ホキ） 役
- BS-i CREATORS BOX「坂口拓のスパイ」（2005年12月17日公開、スローラーナー） - 黒スーツの男 役
- ウォーターズ（2006年3月11日公開、ギャガ・コミュニケーションズ） - ユウキ 役
- デス・トランス（2006年5月20日公開、メディア・スーツ） - リュウエン 役
- LOVE MY LIFE（2006年12月9日公開、トライネットエンタテインメント / タキ・コーポレーション） - アキラ 役
- 約束の地に咲く花（2007年3月10日公開、MIRAI） - 主演・風間亮 役
- 天国からのラブレター（2007年9月15日公開、CCRE） - 主演・本村洋 役
- 天国のバス（2007年、若手映画作家育成プロジェクト / シネカノン） - 主演
- LOST END（2008年9月11日、第3回札幌国際短編映画祭にて上映）
- スラッカーズ（2009年5月30日公開、スタジオブルー） - 鮫島健太 役
- TAJOMARU（2009年9月12日公開、ワーナー・ブラザース映画） - 鷹 役
- TOGETHER（2009年9月26日公開、TOGETHERフィルムパートナーズ製作） - 岡部俊介 役
- ブラック会社に勤めてるんだが、もう俺は限界かもしれない（2009年11月21日公開、アスミック・エース エンタテインメント） - 柴田 役
- バカは2回海を渡る（2009年11月28日公開、アルゴ・ピクチャーズ） - 須賀貴匡（本人） 役
- SHORT HOPE〜ささやかな願い〜（2010年2月27日公開、arcfilm） - 勇 役
- BOX 袴田事件 命とは（2010年5月29日公開、スローラーナー） - 白岩孝祐 役
- シュアリー・サムデイ（2010年7月17日公開、松竹） - 坂口 役
- 半次郎（2010年10月9日公開、ピーズ・インターナショナル）
- 桜田門外ノ変（2010年10月16日公開、東映） - 茅根伊予之介 役
- ジーン・ワルツ（2011年2月5日公開、東映）
- 毎日かあさん（2011年2月5日公開、松竹）
- デッドボール（2011年7月23日公開、日活） - カミヤマ 役
- ごめん。（2011年）
- イトーチューブ Short Movie Collection「FREE」（2011年11月13日上映） - 須賀貴匡（本人） 役
- CMタイム（2012年11月10日公開、トリプルアップ） - 早見リョウ 役
- FASHION STORY -Model-（2012年11月17日公開、ユナイテッドエンタテインメント） - 野坂 役
- パーティは銭湯からはじまる（2012年12月1日公開、日本出版販売） - 風間 役
- デッド寿司（2013年1月19日公開、ウォーカーピクチャーズ） - 野坂 役
- つやのよる ある愛に関わった、女たちの物語（2013年1月26日公開、東映）
- トーク・トゥ・ザ・デッド（2013年8月3日公開、トラヴィス） - 本間 役
- ナゾトキネマ マダム・マーマレードの異常な謎 出題編 短編映画「鏡」（2013年10月25日公開、テレビ東京）
- ヌイグルマーZ（2014年1月25日公開、キングレコード / ティ・ジョイ）
- 世田谷区, 39丁目（2014年3月8日公開）
- ライヴ（2014年5月10日公開、KADOKAWA）
- オンディーヌの呪い（2015年7月19日、SKIPシティ国際Dシネマ映画祭2015にて上映）
- 7s（2015年11月7日、ビーズインターナショナル）[20]
- バニラボーイ トゥモロー・イズ・アナザー・デイ（2016年9月3日公開、クロックワークス） - 杉下 役
- GOOD-BYE（2018年9月9日、第8回きりゅう映画祭 / 11月24日、第2回Beppu ブルーバード映画祭 / 2019年3月16日、第3回きりゅう映画祭IN渋谷にて上映） - 主演
- HE-LOW（2018年） - 本岡博 / スライダー仮面龍騎士 役
  - HE-LOW THE SECOND（2019年） - 主演[21]
  - HE-LOW THE FINAL（2022年5月27日公開、エレファントハウス）[22]
- RUN!-3films-「ACTOR」（2019年11月2日公開、ムービー・アクト・プロジェクト） - バーの店長 役
- 下忍 青い影（2019年11月15日公開、AMGエンタテインメント） - 隆正 役
- 犬鳴村（2020年2月7日公開、東映） - 圭祐 役[23]
- バードソング（2020年7月3日公開、AMGエンタテインメント） - テツオ 役[24]
- 泥棒日記（2022年6月10日公開、BLUE ROSE） - 下村 役
- 邯鄲の夢 三重芝居と四人の役者（2023年7月28日公開、ギグリーボックス） - 沢田冴之介 役[25]
- 退屈なエンドロール（2023年10月20日公開、SORA） - 特別出演[26]

### オリジナルビデオ
- 仮面ライダー龍騎ハイパーバトルビデオ 龍騎vs仮面ライダーアギト（2002年） - 主演・城戸真司 役
- 脱獄ドクター いのち屋エンマ（2012年9月21日、オールイン エンタテインメント） - 主演・円馬光也 役

### 舞台
- 元禄仇討ち裏事情～それぞれの忠臣蔵～（1999年8月25日 - 29日、博品館劇場） - 吉良側近 役
- THE SAMURAI・夢（2000年4月4日 - 10日、National Cherry Blossom Festival） - 忍者 役
- Knock.Out.Brother（2003年7月16日 - 21日、中野 ザ・ポケット） - 主演・海美 役（佐伯太輔とダブル主演）
- 天国の本屋（2003年12月4日 - 14日、博品館劇場 / 6日、新潟県民会館 / 18日、愛知厚生年金会館 / 20日、宇都宮市文化会館 / 21日、足利市民会館 / 22日、パルテノン多摩 / 23日、ハーモニーホール座間 / 27日、前橋市民文化会館） - 主演・サトシ 役
- 世紀末三人姉妹（2004年4月24日 - 5月2日、東京芸術劇場小ホール2 / 5月7日・8日、大阪メルパルクホール） - 綾小路公之助中尉 役
- K.O.B（2004年8月4日 - 15日、東京芸術劇場小ホール2） - 主演・海美 役（正木蒼二とダブル主演）
- KITCHEN（2005年4月5日 - 24日、Bunkamura シアターコクーン） - ディミトリ 役
- 恋の骨折り損（2007年3月16日 - 31日、彩の国さいたま芸術劇場 大ホール / 4月14日 - 22日、シアターBRAVA! / 27日 - 29日、愛知県勤労会館 / 5月4日・5日、北九州芸術劇場 大ホール） - ロンガヴィル 役
- 宝塚BOYS（2007年6月12日 - 24日、ル テアトル銀座 by PARCO / 27日、仙台市民会館 / 29日・30日、中日劇場 / 7月5日、富山県民会館 / 7日・8日、兵庫県立芸術文化センター 中ホール / 12日、北海道厚生年金会館 / 14日、新潟市民芸術文化会館（りゅーとぴあ） 劇場 / 17日、アステールプラザ 大ホール / 19日、福岡市民会館） - 竹田幹夫 役
- 暗くなるまで待って（2007年9月12日 - 17日、シアター1010） - マイク 役
- この雨 ふりやむとき〜空から魚が降ってきた（2010年11月8日 - 28日、東京芸術劇場小ホール2） - ゲイブリエル・ロウ、アンドリュー・ブライス 役
- 韓国現代戯曲ドラマリーディングvol.5「爾̶王の男」（2011年2月26日、シアタートラム）
- 歌舞劇 綺譚・桜姫（2011年4月2日 - 6日、御園座） - 釣鐘権助 役
- tpt81「プライド」（2011年12月15日 - 25日、d-倉庫） - フィリップ 役
- 4 four（2012年11月5日 - 25日、シアタートラム） - 刑務官 U 役
- ART（2013年8月17日 - 25日、東京グローブ座 / 8月31日・9月1日、梅田芸術劇場 シアター・ドラマシティ） - セルジュ 役[27]
- 新版 天守物語（2014年4月23日、フェスティバルホール / 26日・27日、Bunkamura オーチャードホール） - 姫川図書之助 役[28]
- 夜の入り口 第4シーズン 倉橋由美子「ポポイ」（2015年11月12日・13日、新世界）
- unrato #3「受取人不明 ADDRESS UNKNOWN」 Aチーム（2018年9月13日 - 16日、赤坂RED/THEATER） - マルティン 役[29]
- ノラトピアVol.1「猫ばっか」（2019年1月19日・20日、サローネ・フォンタナ） - 構成・演出・出演
- かもめ（2019年4月11日 - 29日、新国立劇場 小劇場 THE PIT / 5月2日、兵庫県立芸術文化センター 阪急 中ホール / 5月9日、穂の国とよはし芸術劇場PLAT 主ホール） - トリゴーリン 役[30][31]
- unrato #4「受取人不明 ADDRESS UNKNOWN」 Aチーム・Eチーム（2019年10月3日 - 14日、サンモールスタジオ） - マルティン 役[32]
- unrato #6「冬の時代」（2020年3月20日 - 27日、東京芸術劇場 シアターウエスト） - 主演・渋六 役[33]※新型コロナウイルスの影響で28日・29日の公演は中止
- トコヨノモリ・リーディング『モリガタリ』（Streaming+）[34]※新型コロナウイルスの影響で配信のみ
  - 『モリガタリ～怪談牡丹燈籠より』（2020年9月18日）
  - 『モリガタリ～短編集』「待つ」（2020年9月25日）
- unratoプロデュース 朗読集「ヴィヨン」（2020年10月28日 - 11月1日、シアター風姿花伝）[35]
- 朗読劇「天草独立戦記」（2021年5月29日・30日、R'sアートコート） - 山口義正 役[36]※新型コロナウイルスの影響で27日・28日の公演は中止
- Societe Le Theatre Elyseeプロデュース「とんでもない女～ドラマリーディング～」（2021年12月4日・5日、六本木トリコロールシアター） - 実明 役（吉野裕行とダブルキャスト）[37]
- unrato #8「薔薇と海賊」（2022年3月4日 - 13日、東京芸術劇場 シアターウエスト / 3月25日・26日、茨木市市民総合センター クリエイトセンター） - 重政 役[38]
- 富士見町アパートメント2022「海へ」（2022年4月28日 - 5月8日、俳優座劇場） - 伊藤 役[39]
- 劇団時間制作 第25回本公演「12人の淋しい親たち」（2022年9月22日 - 10月2日、東京芸術劇場 シアターウエスト） - 陪審員8号 役[40]
- T Crossroad 短編戯曲祭<花鳥風月>秋 川村毅『カミの森(仮)』【スタートラフ・リーディング】（2022年11月27日、雑遊）
- PLAY/GROUND Creation #4『CLOSER』 [side-A]（2022年12月10日 - 17日、シアター風姿花伝） - ダン 役[41]
- 親鸞聖人御誕生八五〇年 立教開宗八〇〇年 慶讃法要記念「若き日の親鸞」（2023年4月10日 - 29日、南座） - 伏見平四郎（後の黒面法師） 役[42]
- 中村京蔵 爽涼の會「フェードル」二幕（2023年8月19日・20日、新国立劇場 小劇場） - イポリット 役[43]
- unrato #10「三人姉妹」（2023年9月23日 - 30日、自由劇場） - クルイギン 役[44]※体調不良のため降板[45]。その後復帰し場内アナウンスを担当[46]。
- バロック音楽劇「ヴィヴァルディ -四季-」（2023年12月9日・10日、ウインクあいち 大ホール / 12月27日・28日、兵庫県立芸術文化センター 阪急中ホール / 2024年1月6日 - 14日、新国立劇場 小劇場） - マルチェッロ 役[47]
- 前田慶次 かぶき旅 STAGE&LIVE〜肥後の虎・加藤清正編〜（2024年9月27日 - 10月6日、シアターH / 2024年10月31日 - 11月4日、サンケイホールブリーゼ） - 左兵衛 役[48]
- 音楽朗読劇「三毛猫ホームズ」（2025年1月24日 - 26日、COOL JAPAN PARK OSAKA WWホール / 1月28日 - 2月3日、ヒューリックホール東京） - 永江英哉 役[49][50]
- シークレットライフ - Secret Life of Humans-（2025年3月28日 - 4月13日、シアタートラム / 4月18日 - 20日、梅田芸術劇場 シアター・ドラマシティ） - ジョージ 役[51]
- unrato #13「受取人不明 ADDRESS UNKNOWN」（2025年7月4日 - 16日〈予定〉、赤坂RED/THEATER） - マルティン 役[52]
- 炎の風景（2025年9月12日 - 21日〈予定〉、よみうり大手町ホール / 9月27日 - 28日〈予定〉、神戸朝日ホール） - ブルックス 役[53]

### その他のテレビ番組
- 戦国鍋TV 〜なんとなく歴史が学べる映像〜「戦国保健室」 第二話（2011年8月20日、tvk ほか） - 前田利家 役
- ウルトラゾーン ラゴン編 第7話・第8話・第14話（2011年11月27日・12月4日・2012年1月22日、tvk ほか） - タカシ 役
- あなたの知るかもしれない世界 第2回「落とした携帯電話を悪用されてしまったら」（2012年5月1日、フジテレビ）
- 決戦!源平の戦い（2022年3月31日、NHK BS4K / 4月9日、NHK BSプレミアム・NHK BS4K） - 源頼朝 役
- ここにタイトルを入力 第6回「足りない世界で愛を描く。」（2022年5月3日、フジテレビ）

### ラジオドラマ
- ENEOS ON THE WAY COMEDY 道草（TOKYO FM） - 北品川祐一 役
  - 「発明の父・上福岡八郎9」（2004年2月9日 - 12日）
  - 「発明王・上福岡八郎11」（2005年2月21日 - 24日）

### ゲーム
- 仮面ライダー龍騎（2002年11月28日、PS） - 仮面ライダー龍騎、仮面ライダーリュウガ 役
- 仮面ライダー 超クライマックスヒーローズ（2012年11月29日、Wii・PSP） - 仮面ライダー龍騎、仮面ライダーリュウガ 役
- 仮面ライダー バトライド・ウォーシリーズ - 仮面ライダー龍騎、仮面ライダーリュウガ 役
  - 仮面ライダー バトライド・ウォー（2013年5月23日、PS3） [54]
  - 仮面ライダー バトライド・ウォーII（2014年6月26日、PS3・Wii U）
  - 仮面ライダー バトライド・ウォー 創生（2016年2月25日、PS4・PS3・PS Vita）[55]
- 仮面ライダー サモンライド!（2014年12月4日、PS3・Wii U） - 仮面ライダー龍騎 役
- 仮面ライダー ストームヒーローズ 新たなる覚醒（2015年12月1日、Android・iOS） - 仮面ライダー龍騎 役
- オール仮面ライダー ライダーレボリューション（2016年12月1日、3DS） - 仮面ライダー龍騎 役
- 仮面ライダーバトル ガンバライジング（2016年12月8日、アーケード） - 仮面ライダー龍騎 / 仮面ライダーナイトサバイブ（城戸）、仮面ライダーリュウガ 役
  - 仮面ライダーバトル ガンバレジェンズ（2023年 - 2025年[56]、アーケード）
- 仮面ライダー クライマックスファイターズ（2017年12月7日、PS4） - 仮面ライダー龍騎 役
  - 仮面ライダー クライマックススクランブル ジオウ（2018年11月29日、Nintendo Switch）

### テレビアニメ
- 闇芝居 第6期 6闇「咲暗（さくら）」（2018年8月11日、テレビ東京） - 翔太 役
- 怪人開発部の黒井津さん 第9話（2022年3月13日、テレビ朝日） - スライダー仮面龍騎士 役

### 吹き替え
- マイノリティ・リポート 特別編（2003年5月23日、20世紀 フォックス ホーム エンターテイメント ジャパン） - ジョン・アンダートン（トム・クルーズ） 役 ※DVD版

### CM
- バンダイ 仮面ライダー龍騎 変身ベルトVバックル・DXドラグバイザー（2002年）
- 阪急三番街 バーゲン（2005年） - 王子 役
- 武富士「計画的な藍色」篇（2009年）
- ナビタイムジャパン「家族」編（2015年）
- 大正製薬 リアップX5プラス 「どこまで」篇（2018年）
- ゴディバ「バレンタイン コレクション 2023」（2023年）
- HONDA N-VAN「FUN 特別仕様車 STYLE+ NATURE」（2024年）※ナレーションも担当
- DXYZ株式会社 FreeiD「顔ダケで、世界がつながる。」（2024年） - 佐々木雄一 役

### PV
- 倖田來未「好きで、好きで、好きで。/あなただけが」（2010年9月22日）
- アンダーグラフ「素敵な未来」（2013年6月5日）

### イベント
- 藤原まつり（2003年5月3日、岩手県平泉町） - 義経公 役

### 玩具
- COMPLETE SELECTION MODIFICATION V BUCKLE & DRAGVISOR（2018年12月） - 城戸真司 / 仮面ライダー龍騎、鏡像の城戸真司 / 仮面ライダーリュウガ 役
- CSM Vバックル 4大仮面ライダーセット（2024年11月） - 城戸真司 / 仮面ライダー龍騎 役
- CSMブラックドラグバイザー（2026年1月） - ミラーワールドの城戸真司 / 仮面ライダーリュウガ 役

### DVD
- inquiring mind（2002年11月25日、オールイン エンタテインメント）
- 須賀貴匡 in 『NOEL』（2003年2月28日、ケイエスエス）
- Vex 須賀貴匡（2003年5月25日、ベガファクトリー）

## 書籍

### 写真集
- it's - I am Takamasa Suga（2002年11月1日、ぶんか社、ISBN 4821124742、撮影：小野麻早）
- JOKE TAKAMASA SUGA（2009年11月1日、トーキョーマイメイツパワー、JAN 9784903454054、撮影：Mark Higashino）